# Drimia virens
Drimia virens är en sparrisväxtart som först beskrevs av Rudolf Schlechter, och fick sitt nu gällande namn av John Charles Manning och Peter Goldblatt. Drimia virens ingår i släktet Drimia och familjen sparrisväxter. Inga underarter finns listade i Catalogue of Life.